# Таня Реймънд
Таня Реймънд (на английски: Tania Raymonde) е американска актриса.

## Биография
Родена е в Лос Анджелис, щата Калифорния на 22 март 1988 г.
Първата ѝ голяма роля е на Синтия Сандърс в „Малкълм“, която играе в периода 2000 – 2003 г. Позната е и с ролята си на Алекс в сериал „Изгубени“ (2004 – 2010).

## Филмография
Телевизия
- Провидънс, 2000 г.
- Малкълм, 2000 – 2003 г.
- Военни престъпления, 2005 г.
- Медиум, 2006 г.
- Изгубени, 2006 – 2010 г.
- Чистачът, 2007 г.
- От местопрестъплението: Ню Йорк, 2007 г.
- Забравени досиета, 2007 г.
- Кости, 2008 г.
- Закон и ред: Умисъл за престъпление, 2008 г.
- Забравените, 2008 г.
- Последният кораб, 2015 – 2016 г.